# Janina Rubach-Kuczewska

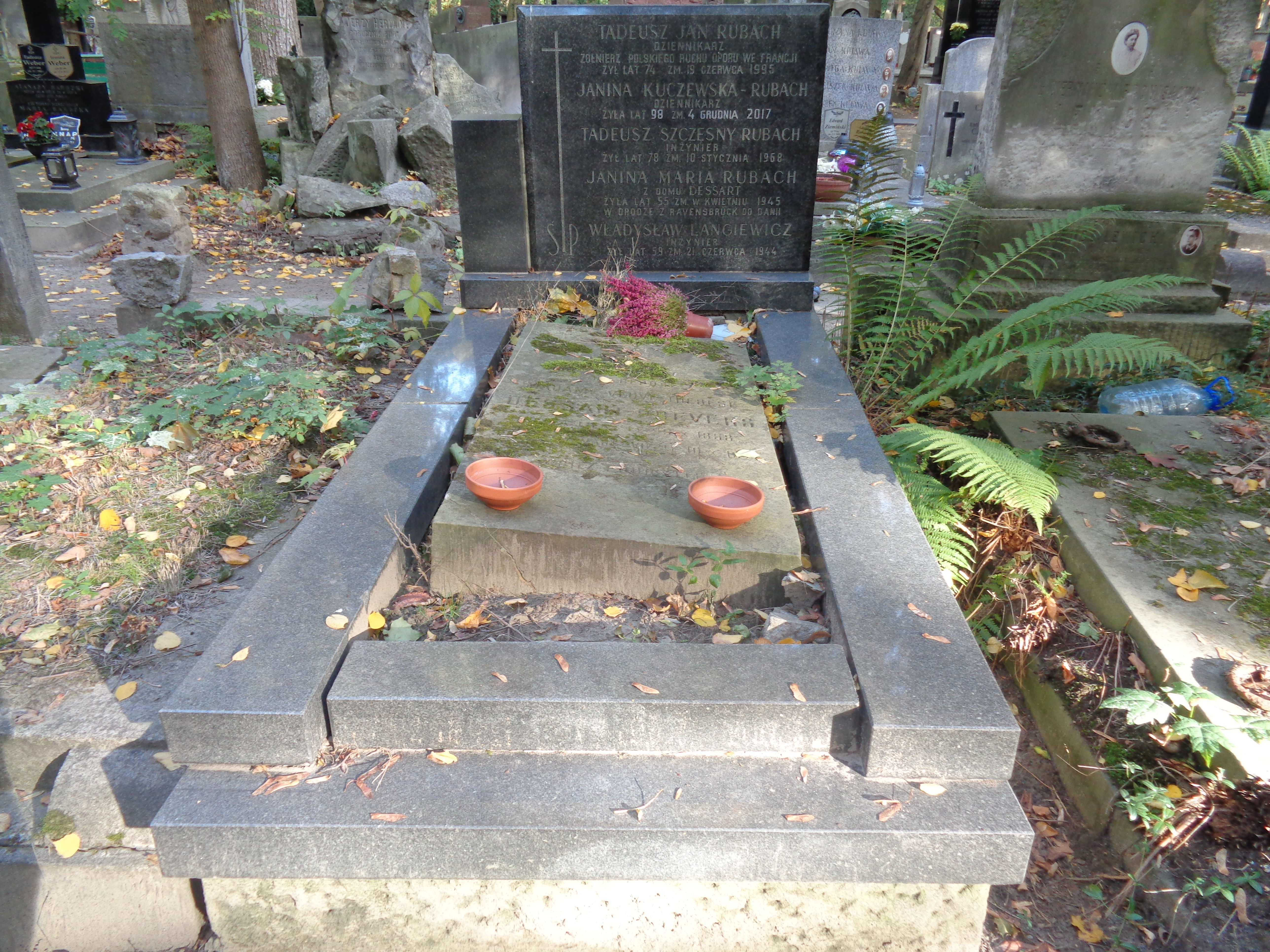
Grób Janiny Rubach-Kuczewskiej na cmentarzu Powązkowskim

Janina Rubach-Kuczewska (ur. 28 grudnia 1919 w Krasnojarsku, zm. 4 grudnia 2017) – polska dziennikarka i eseistka.

## Życiorys
Urodziła się w Krasnojarsku na Syberii. Po powrocie do Polski rodzina osiadła w Lublinie. Ukończyła w tym mieście Gimnazjum im. Unii Lubelskiej (1937). Naukę kontynuowała na Wyższej Szkole Dziennikarskiej w Warszawie. Po wybuchu II wojny światowej zgłosiła się do szpitala wojskowego w Lublinie, jako sanitariuszka. Niemcy aresztowali ja na Katolickim Uniwersytecie Lubelskim, podczas łapanki na młodzież akademicką. W latach 1943–1944 działała w konspiracji, utrzymując nielegalną łączność z więźniami niemieckiego obozu koncentracyjnego na Majdanku. Współpracowała też z Radą Główną Opiekuńczą. Od września 1945 zatrudniona została w Państwowym Urzędzie Repatriacyjnym. Od 1945 współpracowała z licznymi polskimi tygodnikami w tym między innymi z dziennikiem „Trybuna Ludu”. Od 1946 była członkiem PPR, a potem PZPR. W 1952 nakładem oficyny Książka i Wiedza ukazał się jej album Dzieci pragną pokoju, a w 1954 kolejny pt. Kobiety walczą o pokój. Była żoną dziennikarza Tadeusza Rubacha (zm. 1995). Należała do Stowarzyszenie Autorów ZAiKS.
Zmarła 4 grudnia 2017 i została pochowana na cmentarzu Powązkowskim w Warszawie (kwatera 234; rz.3, n.18).

## Wybrane publikacje
- Podróże po Tokio (Młodzieżowa Agencja Wydawnicza, Warszawa, 1984; ISBN 83203151786)
- Życie po hindusku ("Iskry", Warszawa, 1971)
- Życie po japońsku ("Iskry", Warszawa, 1983; ISBN 83-207-0212-7)